# Río Nirone
El río Nirone es un pequeño río del norte de Italia, un pequeño afluente del río Merlata (a su vez afluente del río Olona, un tributario del río Po) que discurre por la región de Lombardía. 
El río Nirone nace en el Parco delle Groane, un espacio natural protegido en las afueras de Milán, la capital de Lombardía. El Nirone no tiene una fuente y se origina gracias a las lluvias que caen en los bosques de  roble y  pino silvestre que se encuentran en el parque.
En su recorrido por la provincia de Milán, de norte a sur, el Nirone atraviesa bosques y cultivos en las comunas de Cesate, Garbagnate Milanese y Bollate. Al salir del parque, su recorrido pasa la urbanización de Bollate, hasta al pueblo de Baranzate, donde desemboca en el río Merlata.
Tiene importancia gracias a sus aguas bastante limpias, a pesar de su ubicación en un territorio en el que la contaminación de los ríos es muy elevada. En sus aguas logran vivir algunas especies de peces: alburnos, cachos, carpas, escardinios y percas. Gracias a la presencia de estos peces, en los bosques que se encuentran cerca del Nirone viven el  martín pescador común, la  garza real europea, la  garceta común y el  gavilán.
- Datos: Q3342129